# Lauren Cox
Lauren Elizabeth Cox (Grapevine, 20 aprile 1998) è una cestista statunitense, professionista nella WNBA.

## Carriera
È stata selezionata dalle Indiana Fever al primo giro del Draft WNBA 2020 con la 3ª chiamata assoluta.

## Palmarès
- Campionessa NCAA (2019)
- Campionessa Supercoppa LBF (2023)